# Goodbye (canción de Slipknot)
«Goodbye» es una canción de la banda estadounidense de heavy metal Slipknot, lanzada como el quinto y último sencillo de su quinto álbum de estudio .5: The Gray Chapter lanzado el 5 de enero de 2016.

## Antecedentes
"Goodbye" iba a ser inicialmente la canción de presentación de .5: The Gray Chapter, pero terminó convirtiéndose en una canción completa. En una entrevista con Rolling Stone, Corey Taylor, el cantante principal de Slipknot, explicó que "Goodbye" era una canción que había escrito sobre la muerte de Paul Gray, uno de los miembros de Slipknot. Por otro lado, el percusionista de Slipknot, Shawn Crahan, originalmente creyó que "Goodbye" se trataba de que Taylor dejara la banda. Taylor extendió su explicación de la canción a varias revistas diciendo que "Goodbye" se trataba de la pérdida de palabras que experimentó la banda después de la muerte de Gray y de volver a estar juntos después de "uno de los días más oscuros de la carrera de esta banda".

## Composición
En un artículo de opinión del guitarrista de Slipknot, Jim Root, Root reveló que su interpretación en "Goodbye" se inspiró en el estilo de tocar del guitarrista de Radiohead, Jonny Greenwood. Root también destacó que el bajo que tocó Corey Taylor era de la versión demo de "Goodbye".

## Lista de canciones
| N.º | Título           | Duración |  |
| 1.  | «Goodbye» (Edit) | 3:22     |  |